# Torneos WTA International
Los Torneos WTA International fueron una serie de 31 torneos de tenis femenino que formaban parte del calendario de la WTA. Los torneos de esta serie constituían la tercera y menor categoría, por detrás de los Grand Slam y de los WTA Premier Tournaments. Era una categoría creada en la temporada 2009 mediante la fusión de los Tier III y los Tier IV.
A partir de 2021, con la reorganización del calendario de la WTA, estos torneos pasaron a llamarse WTA 250.

## Torneos
Para el calendario 2020, la lista de International Tournaments fue la siguiente:
| Torneo           | Superficie    | Premio   | Ganadora*             |
| Shenzhen         | Dura          | $750 000 | Ekaterina Alexandrova |
| Auckland         | Dura          | $275 000 | Serena Williams       |
| Hobart           | Dura          | $275 000 | Elena Rybakina        |
| Hua Hin          | Dura          | $275 000 | Magda Linette         |
| Acapulco         | Dura          | $275 000 | Heather Watson        |
| Lyon             | Dura (i)      | $275 000 | Sofia Kenin           |
| Monterrey        | Dura          | $275 000 | Elina Svitolina       |
| Bogotá           | Tierra batida | $275 000 | Amanda Anisimova      |
| Estambul         | Tierra batida | $275 000 | Patricia Maria Țig    |
| Rabat            | Tierra batida | $275 000 | Maria Sakkari         |
| Praga            | Tierra batida | $275 000 | Simona Halep          |
| Núremberg        | Tierra batida | $275 000 | Yulia Putintseva      |
| Estrasburgo      | Tierra batida | $275 000 | Elina Svitolina       |
| Nottingham       | Hierba        | $275 000 | Caroline Garcia       |
| 's-Hertogenbosch | Hierba        | $275 000 | Alison Riske          |
| Birmingham       | Hierba        | $275 000 | Ashleigh Barty        |
| Bucarest         | Tierra batida | $275 000 | Elena Rybakina        |
| Lausana          | Tierra batida | $275 000 | Fiona Ferro           |
| Jūrmala          | Tierra batida | $275 000 | Anastasija Sevastova  |
| Palermo          | Tierra batida | $275 000 | Fiona Ferro           |
| Washington       | Dura          | $275 000 | Jessica Pegula        |
| Lexington        | Dura          | $275 000 | Jennifer Brady        |
| Hiroshima        | Dura          | $275 000 | Nao Hibino            |
| Nanchang         | Dura          | $275 000 | Rebecca Peterson      |
| Seúl             | Dura          | $275 000 | Karolína Muchová      |
| Guangzhou        | Dura          | $750 000 | Sofia Kenin           |
| Linz             | Dura (i)      | $275 000 | Aryna Sabalenka       |
| Hong Kong        | Dura          | $275 000 | Dayana Yastremska     |
| Tianjin          | Dura          | $750 000 | Rebecca Peterson      |
| Luxemburgo       | Dura (i)      | $275 000 | Jeļena Ostapenko      |

(*) Últimas ganadoras de los Torneos WTA International.